# Скориківське болото
Ско́риківське боло́то — гідрологічна пам'ятка природи місцевого значення в Україні. Розташована на території Тернопільського району Тернопільської області, біля північної околиці села Скорики.
Площа 11,1 га. Статус надано в 1990 році згідно з рішенням виконавчого комітету Тернопільської обласної ради від 30.08.1990 року, № 189, із змінами затвердженими рішенням Тернопільської обласної ради від 27.04.2001 року, № 238.
Природоохоронна територія охоплює заплаву річки Самчик від автошляху між селами Скорики і Медин до ставу.